# Romblonella vitiensis
Romblonella vitiensis är en myrart som beskrevs av Smith 1953. Romblonella vitiensis ingår i släktet Romblonella och familjen myror. Inga underarter finns listade i Catalogue of Life.